# Šent Jurij
Šent Jurij (nemško Sankt Georgen), pogosto zapisano okrajšano kot Št. Jurij, je vas v Občini Grosuplje na Dolenjskem. Občina spada v Osrednjeslovensko statistično regijo. Naselje na severu meji na Malo vas pri Grosupljem, na jugozahodu pa na Vrbičje.

## Poimenovanje naselja
Naselje je bilo prvič omenjeno 7. junija 1357 kot Sand Gorgen in nato 28. oktobra 1464 kot Sand Jörgen. Nadalje je omenjen leta 1436, 1463 in 1468 s podobnimi različicami imena Sand Jörgen.
Leta 1952 je bilo naselje preimenovano iz Sv. Jurij pri Grosupljem v Podtabor pri Grosupljem na podlagi Zakona o imenih naselij, poimenovanju trgov, ulic in objektov iz leta 1948 kot del prizadevanj povojnih komunističnih oblasti, da bi iz slovenskih toponimov odstranili sakralne elemente. Leta 1992 je bilo naselje znova preimenovano s svojim prejšnjim imenom.

## Vaške zgradbe
Župnijska cerkev, po kateri je vas dobila tudi ime, je posvečena svetemu Juriju in spada pod okrilje ljubljanske nadškofije. Zgradba ima gotsko zasnovo, vendar je bila prezidana v 18. in 19. stoletju.
V kraju stojita tudi dve kapelici. Prva, ki se nahaja v neposredni bližini župnijske cerkve, je posvečena Materi božji, druga pa je posvečena Srcu Jezusovemu.
Naselje se nahaja na rimskodobnem arheološkem nahajališču.